# Sandra Eriksson
Sandra Eriksson (née le 4 juin 1989 à Nykarleby) est une athlète finlandaise spécialiste du 3 000 m steeple. Elle détient le record de Finlande du mile en 4 min 30 s 91, réalisés en salle au Golden Galan à Stockholm et du 3 000 m steeple avec 9 min 24 s 70 lors du Sainsbury's Glasgow Grand Prix réalisés le 12 juillet 2014.

## Biographie

### Palmarès
| Date | Compétition                    | Lieu      | Résultat | Performance    |
| ---- | ------------------------------ | --------- | -------- | -------------- |
| 2008 | Championnats du monde juniors  | Bydgoszcz | 5e       | 10 min 00 s 87 |
| 2009 | Championnats d'Europe espoirs  | Kaunas    | 4e       | 10 min 11 s 25 |
| 2015 | Championnats d'Europe en salle | Prague    | 5e       | 8 min 54 s 06  |
| 2016 | Championnats d'Europe          | Amsterdam | 10e      | 9 min 45 s 71  |

### Records
| Épreuve         | Performance   | Lieu      | Date            |
| --------------- | ------------- | --------- | --------------- |
| 3 000 m steeple | 9 min 24 s 70 | Glasgow   | 12 juillet 2014 |
| Mile            | 4 min 30 s 91 | Stockholm | 17 février 2016 |